# Perla caudata
Perla caudata är en bäcksländeart som beskrevs av František Klapálek 1921. Perla caudata ingår i släktet Perla och familjen jättebäcksländor. Inga underarter finns listade i Catalogue of Life.